# حزب القراصنة التونسي
حزب القراصنة التونسي هو حزب سياسي صغير في تونس. تأسس في 2010، وهو أول فرع لأممية أحزاب القراصنة في قارة أفريقيا.